# Isaiah Washington
Isaiah Washington (Houston, Texas, 3 de agosto de 1963) é um ator estadunidense.

## Carreira
Isaiah passou quatro anos na Força Aérea dos Estados Unidos antes de cursar representação na Universidade Howard, em Washington, D.C.. Enquanto estudava, ganhou um papel na peça Spell #7 mudando-se para Nova Iorque.
Participou de diversas produções teatrais, incluindo Fences e Skin of Our Teeth. Com uma paixão por teatro, Washington se tornou um dos membros da City Kids Repertory, um grupo de teatro que visita escolas e comunidades de Nova Iorque. 
Washington já atuou nos filmes Crooklyn, Clockers, Girl 6, Get on the Bus, Exit Wounds, Romeo Must Die, True Crime, Bulworth, Out of Sight, Love Jones, Dead Presidents, Stonewall, Strictly Business e Dancing in September – actuação que lhe rendeu uma indicação ao NAACP Image Award como Melhor Ator Coadjuvante.
Trabalhou em Navio Fantasma, Welcome to Collinwood e Hollywood Homicide. Atuou também em The Amateurs e Dead Birds. 
Para a televisão, fez participações especiais em diversas séries, incluindo NYPD Blue, Law & Order, Homicide: Life on the Street, Ally McBeal, New York Undercover, Living Single, Soul Food e Touched by an Angel. 
Entre 2005 e 2007 esteve como doutor Preston Burke na série Grey's Anatomy, saindo no verão de 2007, após ofender T.R. Knight (George O'Malley) após este ter admitido sua homossexualidade.
Washington atualmente mora em Los Angeles com sua esposa, a designer de moda Jenisa Marie e dois filhos.

## Filmografia

### Cinema
| Ano  | Título                             | Papel                   |       |
| ---- | ---------------------------------- | ----------------------- | ----- |
| 1991 | The Color of Love                  |                         |       |
| 1991 | Investimento Arriscado             | Hustler                 |       |
| 1991 | Land Where my Fathers Died         | Malcolm                 |       |
| 1993 | A Mão Armada                       | Willie                  |       |
| 1994 | Crooklyn                           | Vic                     |       |
| 1994 | Alma's Rainbow                     | Miles                   |       |
| 1995 | Irmãos de Sangue                   | Victor Dunham           |       |
| 1995 | Stonewall                          | Uniformed Cop           |       |
| 1995 | Ambição em Alta Voltagem           | Andrew Curtis           |       |
| 1996 | Garota 6                           | Shoplifter              |       |
| 1996 | Mr. and Mrs. Loving                | Blue                    |       |
| 1996 | Soul of The Game                   | Adult Willie Mays       |       |
| 1996 | Get on The Bus                     | Kyle                    |       |
| 1997 | Love Jones                         | Savon Garrison          |       |
| 1997 | Joe Torre: Uma Vida de Sucesso     | Dwight Gooden           |       |
| 1997 | The Player                         |                         |       |
| 1998 | Garantia de Vida                   | Wilfred                 |       |
| 1998 | Mixing Nia                         | Lewis                   |       |
| 1998 | Politicamente Incorreto            | Darnell, Nina's Brother |       |
| 1998 | Rituals                            | Wendal                  |       |
| 1998 | Irresistível Paixão                | Kenneth                 |       |
| 1999 | Crime Verdadeiro                   | Frank Louis Beechum     |       |
| 1999 | Um Funeral no Texas                | Walter                  |       |
| 2000 | Dancing in September               | George Washington       |       |
| 2000 | Romeu Tem Que Morrer               | MAC                     |       |
| 2000 | Kin                                | Stone                   |       |
| 2000 | Veil                               | Bentley                 |       |
| 2001 | Rede de Corrupção                  | George Clark            |       |
| 2001 | Sacred in the Flesh                | Roland                  |       |
| 2002 | Tudo Por um Segredo                | Leon                    |       |
| 2002 | Navio Fantasma                     | Greer                   |       |
| 2003 | Ratos Assassinos                   | Max                     |       |
| 2003 | Divisão de Homicídios              | Antoine Sartain         |       |
| 2003 | This Girl's Life                   | SIA Victim              |       |
| 2004 | Garotas Selvagens 2                | Terence Bridge          |       |
| 2004 | A Casa dos Pássaros Mortos         | Todd                    |       |
| 2004 | 2005                               | Os Maiorais             | Homer |
| 2008 | The Least of These                 | Father Andre James      |       |
| 2009 | Hurricane Season                   | Coach Simmons           |       |
| 2011 | Área Q                             | Thomas Mathews          |       |
| 2012 | The Undershepherd                  | L.C.                    |       |
| 2012 | David E. Talbert's Suddenly Single | Sylvester Stone Sr.     |       |
| 2013 | Chevrolet Azul                     | John                    |       |
| 2013 | Doctor Bello                       |                         |       |
| 2013 | Go For Sisters                     | Vernell                 |       |
| 2013 | They Die by Dawn                   | Ben Hodges              |       |
| 2013 | teia de Mentiras                   | Wilson George           |       |
| 2014 | Blackbird                          | Lance Rousseau          |       |
| 2013 | Not for Sale                       | Sidnei Poitier          |       |

## Televisão
| Ano              | Título                               | Papel                      | Temporadas e episódios                                                                                                |
| ---------------- | ------------------------------------ | -------------------------- | --- |
| 1991             | Law & Order                          | Derek Hardy                | 2.ª temporada; episódio: "Out of Control"                                                                             |
| 1994             | Homícidio                            | Lane Staley                | 2.ª temporada; episódio "Black and Blue"                                                                              |
| 1994             | Lifstories: Familiens in Crisis      | O.G.                       | 1.ª temporada; episódio: "POWER: The Eddie Matos Story"                                                               |
| 1995             | NYPD Blue                            | Antonio Boston             | 3.ª temporada; episódio: "E.R."                                                                                       |
| 1996             | New York Undercover                  | Andre Morgan               | 2.ª temporada: episódios: "Sympathy for The Devil", "Checkmate" e "Andre's Choice"                                    |
| 1996             | Living Single                        | Dr. Charles Roberts        | 4.ª temporada; episódios: "I've Got You Under my Skin", "Virgin Territory" e "Doctor in The House".                   |
| 1997             | High Incident                        | Rulon 'RuDog' Douglas      | 2.ª temporada; episódio: Remote Control                                                                               |
| 1998             | Ally McBeal - Minha Vida de Solteira | Michael Rivers             | 1.ª temporada; episódios: "The Inmates" e "Being There"                                                               |
| 2000             | Soul Food                            | Miles                      | 1.ª temporada; episódios: "The More Things Change", "The More Things Stay The Same" e "Heart of The Matter".          |
| 2001             | O Toque de um Anjo                   | Rev. Davis                 | 7.ª temporada; episódio: "A Death in The Family".                                                                     |
| 2001             | All My Children                      | Police Officer             | episódio do dia 5 de Julho de 2001.                                                                                   |
| 2007             | A Mulher Biônica                     | Antonio Pope               | 1.ª temporada; episódios: "Paradise Lost", "Sisterhood", "Faceoff", The Education of Jaime Sommers" e "Trust Issues". |
| 2008             | The Cleaner                          | Keith Bowen                | 1.ª temporada; episódio: "The Eleventh Hour"                                                                          |
| 2011             | Law e Order: Los Angeles             | Roland Devidson            | 1.ª temporada; episódio: "Carthay Circle"                                                                             |
| 2011             | Single Ladies                        | Noland                     | 1.ª temporada; episódio: "Confidence Games"                                                                           |
| 2005–2007 / 2013 | Grey's Anatomy                       | Dr. Preston Burke          | Elenco Principal Temporadas 1 - 3; convidado Temporada 10.                                                            |
| 2014 - 2018      | The 100                              | Thelonius (Chanceler Jaha) | Personagem Regular |